# The Devil's Trail
The Devil's Trail er en amerikansk stumfilm fra 1919 af Stuart Paton.

## Medvirkende
- Betty Compson som Rose
- George Larkin som MacNair
- William Quinn som Dutch Vogel
- Fred Malatesta som Dubec
- Claire Du Brey